# Friedrich Ast
Georg Anton Friedrich Ast (født 29. december 1778 i Gotha, død 31. december 1841 i München) var en tysk filolog og filosof.
Ast, der var professor ved Münchens Universitet, var schellingian og Platonforsker. Han udgav Lexicon platonicum (3 bind 1835-1838). Bekendt er også Asts udgave af Platons skrifter (1819–1832) med latinsk oversættelse og kommentarer. Lorenzo Hammarsköld oversatte 1810 hans "Öfversigt af poesiens historia" till svensk.